# Sonja Čevnik
Sonja Čevnik, slovenska nogometašica, * 12. december 1990.
Sonja je za Slovenijo nastopila na kvalifikacijah za žensko svetovno prvenstvo v nogometu 2019.